# Romantismul în Polonia

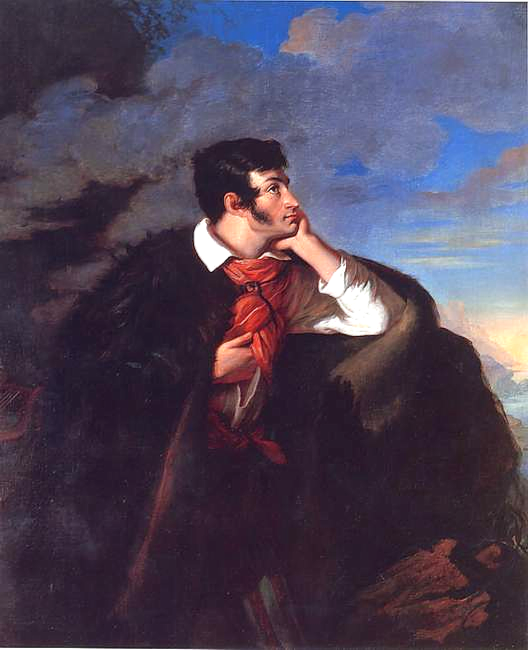
Adam Mickiewicz, portret de Walenty Wańkowicz, 1828

Romantismul în Polonia a fost un curent literar, artistic și ideologic în cadrul  Culturii poloneze care a început în jurul anului 1820, și a coincis cu publicarea de către Adam Mickiewicz în 1822 a primelor sale poezii. Acestă perioadă s-a încheiat odată cu înfrângerea din 1863 a Insurecției poloneze din Ianuarie împotriva armatei de ocupație a Rusiei Imperiale. 
Acest eveniment a inaugurat o nouă perioadă în cultura poloneză cunoscută sub numele de  Pozitivism
Romantismul polonez, spre deosebire de romantismul din alte țări europene nu s-a limitat la preocupări literare și artistice. Având în vedere circumstanțele istorice poloneze specifice, în special Împărțirile Poloniei, acesta a fost, de asemenea, o mișcare ideologică, filozofică și politică care a exprimat idealurile și modul de viață ale unei mari părți a societății poloneze, supusă dominației străine, precum și discriminării etnice și religioase.

## Istoric
Romantismul polonez a avut două perioade distincte în ceea ce privește formele sale literare: 1820-1832 și 1832-1864. 
În prima perioadă, romanticii polonezi au fost puternic influențați de alți romantici europeni. Arta lor prezenta emoție, iraționalitate, fantezie și imaginație, cultul personalității, folclor, viața la țară, și propagarea idealului de libertate națională. Cei mai faimoși scriitori ai perioadei au fost Adam Mickiewicz, Seweryn Goszczyński, Tomasz Zan și Maurycy Mochnacki.
În cea de-a doua perioadă, mulți dintre romanticii polonezi au lucrat în străinătate, de multe ori expulzați din Polonia de către puterile ocupante din cauza ideilor lor politice subversive. Munca lor a devenit tot mai dominată de idealurile de luptă politică pentru libertatea și suveranitatea țării lor. Elementele de misticism au devenit mai proeminente. Ei au dezvoltat ideea de a poet profetic. 
Acești barzi (wieszcz) erau lideri spirituali al luptei națiunii pentru independență. Poetul cel mai notabil și  recunoscut a fost Adam Mickiewicz. Celebrul său poem epic Pan Tadeusz descrie dragostea pentru patria sa împărțită de puterile străine și pentru oamenii din țara sa natală:

"O, Lituanie-natală ! poți fi asemănată/
Cu însăși sănătatea: ți-o ști măsura toată/
Doar cel care te pierde. Oftând azi după tine,/
Întreaga-ți frumusețe o cânt cum se cuvine."

(Versurile de deschidere Pan Tadeusz, traducerea - Miron Radu Paraschivescu)
Alți scriitori romantici polonezi notabili activi în străinătate au fost Juliusz Słowacki, Zygmunt Krasinski și Ciprian Kamil Norwid. Alți romantici au rămas activi în Polonia divizată și ocupată, inclusiv Józef Ignacy Kraszewski, Wincenty Pol, Władysław Syrokomla, și Narcyza Żmichowska. 
Una dintre însușirile  romantismului polonez  a fost inspirația din Istoria Poloniei din perioada precedentă invaziei.  Romantismul polonez a reînviat vechile tradiții  sarmatice tradiții ale nobilimii poloneze, șleahta. Vechile tradiții și obiceiuri au fost reprezentate favorabil în cadrul mișcării mesianice poloneze, regăsindu-se în operele cele mai reprezentative cum ar fi "Pan Tadeusz", dar și "Trilogia" lui Henryk Sienkiewicz. Legătura cu trecutul este una dintre caracteristicile definitorii ale romantismului polonez, diferențiindu-l de alte țări care nu au suferit pierderea suveranității de stat.
Romantismul s-a manifestat nu doar în literatură ci și în pictură și muzică. Pictura romantică poloneză este reprezentată de lucrările lui Artur Grottger, Henryk Rodakowski, de reprezentările ecvestre al marelui artist Piotr Michałowski, de Jan Nepomucen Głowacki considerat fondatorul școlii poloneze de peisagistică, de renumitul pictor de scene istorice,Leopold Loeffler.
Muzica lui Frederic Chopin și Sanislaw Moniuszko descoperă noi moduri de expresie artistică.

## Scriitori și poeți romantici notabili
| - Feliks Bernatowicz (1786–1836) - Ryszard Berwiński (1819–1879) - Stanisław Bogusławski (?-d. 1870) - Kazimierz Brodziński (1791–1835) - Antoni Czajkowski (1816–1873) - Michał Czajkowski (1804–1886) - Adam Jerzy Czartoryski (1770–1861) - Jan Czeczot (1796-1846) - Franciszek Salezy Dmochowski (1801–1871) - Gustaw Ehrenberg (1818–1895) - Aleksander Fredro (1791–1876) - Antoni Gorecki (1787–1861) - Seweryn Goszczyński (1801–1876) - Klementyna Hoffmanowa (1798–1845) - Antoni Malczewski (1793–1826) - Teodor Tomasz Jeż (Zygmunt Miłkowski) (1824–1915) - Kajetan Koźmian (1771–1856) - Zygmunt Krasiński (1812–1859) | - Józef Ignacy Kraszewski (1812–1887) - Teofil Lenartowicz (1822–1893) - Jadwiga Łuszczewska (1834–1908) - Adam Mickiewicz (1798–1855) - Maurycy Mochnacki (1803–1834) - Cyprian Kamil Norwid (1821–1883) - Wincenty Pol (1807–1882) - Mieczysław Romanowski (1834–1863) - Henryk Rzewuski (1791–1866) - Lucjan Siemieński (1807–1877) - Juliusz Słowacki (1809–1849) - Władysław Syrokomla (1823–1862) - Kornel Ujejski (1823–1897) - Maria Wirtemberska (1768–1854) - Józef Bohdan Zaleski (1802–86) - Tomasz Zan (1796–1855) - Narcyza Żmichowska (1819–1876) |

### Alte figuri notabile ale romantismului polonez
- Frédéric Chopin (1810-1849), compozitor
- Aleksander Borkowski Dunin (1811–1896)
- Józef Borkowski Dunin (1809-1843)
- Edward Dembowski (1822-1846), filozof, jurnalist și activist
- Stanisław Kostka Potocki (1755-1821), patron al artelor, filozof și intellectual
- Stanisław Moniuszko (1819-1872), compozitor
- Andrzej Towiański (1799-1878), filozof și lider religios mesianic
- Kazimierz Władysław Wójcicki (1807-1879)

- Piotr Michałowski (1800-1855), pictor